# Amphiglossus andranovahensis
Amphiglossus andranovahensis är en ödleart som beskrevs av  Angel 1933. Amphiglossus andranovahensis ingår i släktet Amphiglossus och familjen skinkar. IUCN kategoriserar arten globalt som otillräckligt studerad.
Artens utbredningsområde är Madagaskar. Inga underarter finns listade i Catalogue of Life.

## Bildgalleri

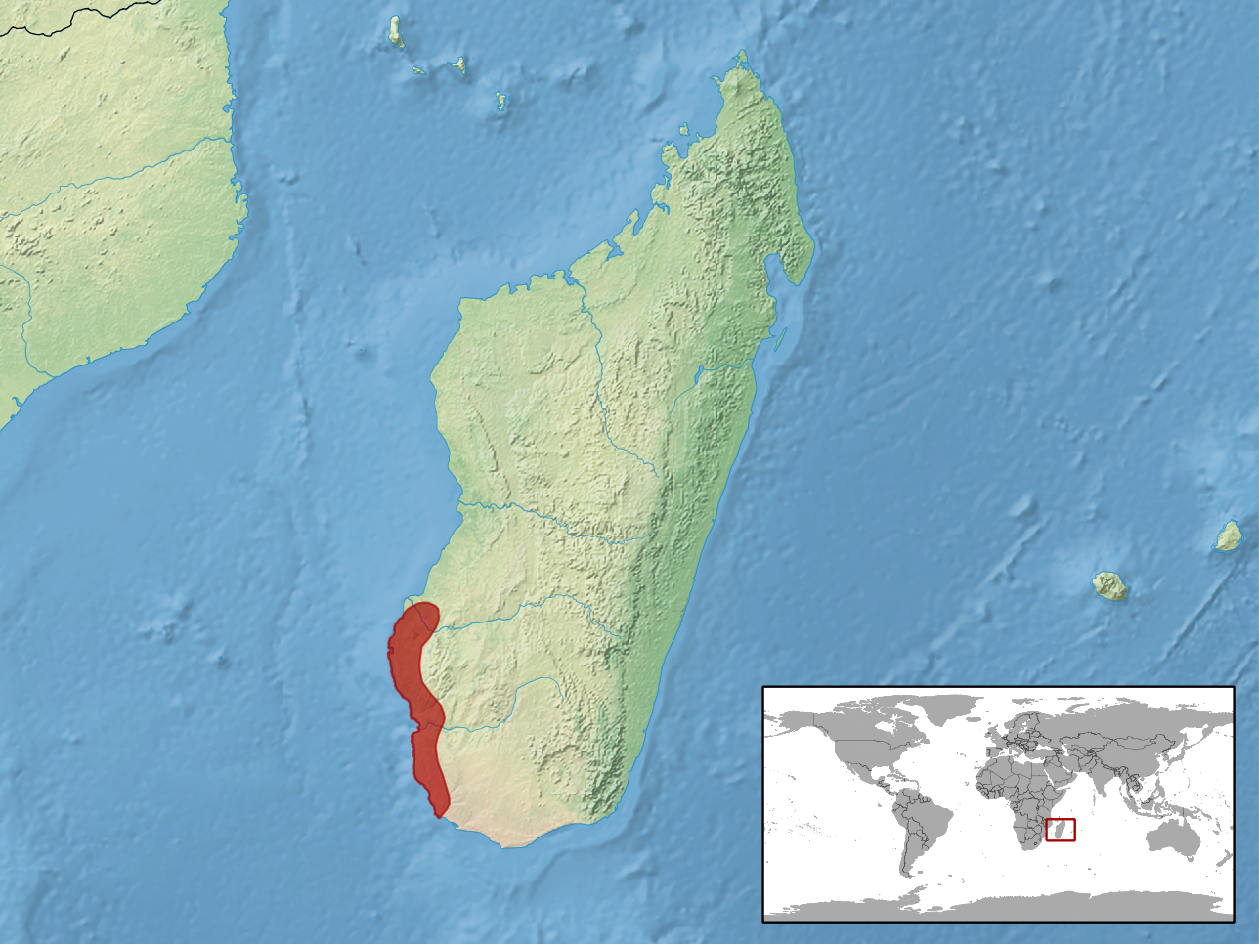